# Cretinismo
O cretinismo é uma deficiência mental provocada por hipotireoidismo congênito.
Durante o desenvolvimento do recém-nascido a ausência da tiroxina, um dos hormônios da tireoide, impede o amadurecimento cerebral normal. Na maior parte das vezes é decorrência de um defeito na formação da glândula, mas pode ser devido a uma deficiência enzimática em um dos passos no processo de síntese do hormônio. A incidência da doença é em torno de 1:3000 nascimentos. A identificação da doença se faz pelo teste do pezinho, processo de triagem neonatal, a partir de uma gota de sangue retirada do calcanhar da criança. Não apresenta sinais nos primeiros meses de vida, o que torna o processo de triagem fundamental para a prevenção de uma deficiência mental. 
Um recém-nascido sem glândula tireoide pode ter aparência e função normais, isso porque foi suprido com certa quantidade de tiroxina pela mãe enquanto no útero. Contudo, algumas semanas após o nascimento, se o caso não for descoberto e tratado com urgência, este bebê possivelmente começará a apresentar lentidão nos movimentos, retardo do crescimento físico e deficiência no desenvolvimento mental.
Classifica-se o cretinismo endêmico em duas formas principais:
- Neurológico
- Mixedematoso